# Musca conducens
Musca conducens este o specie de muște din genul Musca, familia Muscidae, descrisă de Walker în anul 1859. Conform Catalogue of Life specia Musca conducens nu are subspecii cunoscute.